# Eucharis rugulosa
Eucharis rugulosa är en stekelart som beskrevs av Gussakovskiy 1940. Eucharis rugulosa ingår i släktet Eucharis och familjen Eucharitidae. Inga underarter finns listade i Catalogue of Life.